# Teratoneura isabellae
Teratoneura isabellae är en fjärilsart som beskrevs av Dudgeon 1909. Teratoneura isabellae ingår i släktet Teratoneura och familjen juvelvingar. Inga underarter finns listade i Catalogue of Life.